# З-РАМ
Зеро-капацитор РАМ (нула кондензатора) је нова ДРАМ технологија развијена од фирме Иноватив Силикон, која се базира на ефекту плутајућег тела технологије силикона на изолатору (СОИ). З-РАМ технологију је заштитио АМД за могућу будућу употребу у процесорима. Иноватив Силикон тврди да технологија нуди приступ меморији сличан класичној СРАМ меморији са шест транзистора, али користи само један транзистор па омогућава доста већу густину паковања. 
З-РАМ се ослања на ефекат плутајућег тела, ефекат СОИ технологије која поставља транзисторе у изоловане тубе. Овај ефекат изазива појаву промењиве капацитивности између дна тубе и подлоге, што је био проблем у пробитним дизајнерским решењима. Међутим исти ефекат омогућава производњу ДРАМ-олике ћелије без додатног кондензатора, јер овај ефекат одрађује исти посао као и кондензатор у нормалној ДРАМ ћелији. Пошто се кондензатор налази испод транзитора (уместо поред, или изнад као у нормалној ДРАМ меморији), друга конотација имена З-РАМ је да се протеже у негативном правцу з осе.
Смањена величина ћелије значи да је З-РАМ бржи чак и од СРАМ меморије ако се користи у довољно великим блоковима. Иако су појединачне СРАМ ћелије брже од З-РАМ ћелија, знатно мања величина З-РАМ ћелија омогућава доста мање блокове и тиме смањује физички пут који подаци морају да пређу како би напустили меморијски блок. Како ови трагови метала имају фиксно кашњење по јединици дужине независно од меморијске технологије, због краће дужине З-РАМ трагова сигнала се може изједначити са бржим СРАМ временом приступа. За велику кеш меморију (каква се обично налази на процесорима са великим перформансама), З-РАМ нуди еквивалентну брзину као СРАМ али захтева мање места, па му је и цена мања. Изумитељи тврде да су постигли време одзива од само три нано секунде.
Циљ СОИ технологије су тржишта рачунара са високим перформансама и релативно је скупа у поређењу са ЦМОС технологијом која се чешће виђа. Циљ З-РАМ-а је јефтинија кеш меморија на чипу са сличним или истим перформансама што би било одлично ако се докаже да може да функционише на великим обиму производње. 
У марту 2010, Иноватин Силикон је изјавио да развија З-РАМ који се не заснива на СОИ технологији, и који би могао да се производи на бази балк ЦМОС технологије.
АМД је заштитио другу генерацију З-РАМ-а за истраживање и потенцијално коришћење на будућим процесорима, али још увек не планира да почне.
Фирма Хиникс, која производи ДРАМ, је такође заштитила З-РАМ за коришћење на ДРАМ чиповима.
Иноватив Силикон је угашен 29. јуна 2010. Њихови патенти су пребачени на фирму Микрон технолоџи Децембра 2010.